# Območje naselitve Lužiških Srbov
Območje naselitve Lužiških Srbov (v Brandenburgu se v nemščini uradno imenuje Siedlungsgebiet der Sorben/Wenden, dolnjelužiškosrbsko Serbski sedleński rum, gornjelužiškosrbsko Serbski sydlenski rum) je splošni izraz za območje v vzhodni Saški in južnem Brandenburgu, kjer živi avtohtono zahodnoslovansko ljudstvo Lužiških Srbov (znano v Brandenburgu tudi kot Vendi). Pogovorno območje njihove naselitve v nemščini imenujejo Sorbenland. Pred letom 1945 so uporabljali tudi (slabšalen) izraz Wendei.
To območje se je v preteklih stoletjih stalno zmanjševalo zaradi asimilacije, ponemčevanja in izpostavljenosti odprtim rudnikom lignita. Poleg tega je pripadnost lužiškosrbskemu narodu v skladu z zveznimi in državnimi zakoni svobodna izbira in je ni mogoče preverjati, na primer s popisom prebivalstva. K razmejitvi zato obstajajo zelo različni pristopi. Lužiški Srbi, ki čutijo pripadnost svojemu narodu in svojemu jeziku, v večini občin tega območja ne predstavljajo večine prebivalstva, ampak so v manjšini – ki je včasih zelo majhna.

## Uradno priznano območje poselitve
Uradno priznano »območje poselitve prednikov« je opredeljeno v državnih zakonih Zvezne republike Nemčije in v zakonodaji in predpisih zveznih dežel Saške in Brandenburg. Za Saško je območje trajno opredeljeno z Zakonom o pravicah Lužiških Srbov v Svobodni zvezni državi Saška (kratko  Zakon o saških Lužiških Srbih). Razmejitev v veliki meri temelji na statistiki Arnošta Mukasa iz osemdesetih let. Ta praksa izraža željo in prizadevanje, ohraniti in zaščititi območje poselitve, čeprav je zlasti v vzhodnem delu (okrožje Görlitz/Gerlič) na območju poselitve najti kraje, v katerih je lužiški jezik komajda prisoten v vsakdanjem življenju.
Nasprotno pa je Brandenburški Zakon o ureditvi pravic Lužiških Srbov v zvezni deželi Brandenburg (na kratko Zakon o Lužiških Srbih) do sprememb leta 2014 zahteval od skupnosti, ki čutijo pripadnost naselitvenemu območju, dokazila o »neprekinjeni jezikovni in kulturni lužiškosrbski (vendski) tradiciji«. To uredbo so med drugim kritizirali predstavniki Lužiških Srbov in zagovorniki pravic manjšin, ker uredba po eni strani pričakuje naklonjenost skupnosti, torej tudi politično voljo za podporo narodnosti, po drugi strani pa dokaze o stalni jezikovni tradiciji. Zaradi veliko strožje asimilacijske politike v preteklosti in zatiranja Lužiških Srbov v času Prusije je bilo tako dokazovanje v mnogih primerih težko. Zdaj zadoščajo dokazi o jezikovni ali kulturni tradiciji; za pristop v območje lahko zaprosi tudi Svet za lužiškosrbske zadeve.
Občine in združenja na območju naselitve so odgovorna za spodbujanje in razvoj lužiškega jezika in kulture, na primer z dvojezičnimi uličnimi tablami, napisih in stavbah in s prisotnostjo lužiščine v javnosti. Nastajajo dvojezična spletna mesta. Dvojezični krajevni napisi in kažipoti so že obvezni. Vendar se poleg osrednjega območja poselitve (glej spodaj) te zahteve v praksi ne izvajajo dosledno. Od začetka veljavnosti novega zakona o Sorbih / Vendih leta 2014 Brandenburgu uporabljajo občine na naselitvenem območju dvojezično ime kot edino uradno dovoljeno oznako. 
Območje ima trenutno naslednje občine in dele občine:
- v zvezni deželi Svobodna država Saška:
  - Okrožje Bautzen Budyšin (28 od 59 občin): Bautzen / Budyšin, Burkau (samo Neuhof / Nowy Dwór), Crostwitz / Chrósćicy, Doberschau-Gaussig / Dobruša-Huska (razen Cossern in Naundorf), Elsterheide / Halštrowska Hola, Elstra (samo Kriepitz / Krěpjecy) Goeda / Hodźij, Grossdubrau / Wulka Dubrava, Großpostwitz / Budestecy (razen Eulowitza), visoki Kirch / Bukecy (razen Breitendorf), Hoyerswerda / Wojerecy, Kamenz / Kamjenc (nemško Baselitz / Němske Pazlicy, Jesau / Jeżów, Kamen Kamjenc, Thonberg / Hlinowc, Wiesa / Brěznja) Koenigswartha / Rakecy, Kubschütz / Kubšicy, Lohsa / Laz, Malschwitz / Malešecy, Nebelschütz / Njebjelčicy, Neschwitz / Njeswačidło, Obergurig / Hórka, Oßling (samo Milstrich / Jitro) panschwitz-kuckau / Pančicy -Kukow, Puschwitz / Bóšicy, Räckelwitz / Worklecy, Radibor / Radwor, Ralbitz-Rosenthal / Ralbicy-Róžant, Spreetal / Sprjewiny Doł, Weißenberg / Wóspork in Wittichenau / Kulow
  - Okrožje Görlitz/Gerlič (14 od 53 občin): Bad Muskau / Mužakow, Boxberg / Hamor, Gablenz / Jabłońc, Groß Düben / Dźěwin, Hohendubrau / Wysoka Dubrawa (razen Groß Radisch, Jerchwitz, Thräna), Krauschwitz / Krušwica, Kreba-Neudorf / Chrjebja -Nowa Wjes, Mücka / Mikow, Quitzdorf am See (samo Horscha / Hóršow in Petershain / Hóznica), Rietschen / Rěčicy, Runde / Slepo, Trebendorf / Trjebin, Weißkeißel / Wuskidź in Weißwasser / Bela Woda [2]

- v zvezni deželi Brandenburg: [3]
  - Mesto Cottbus / Chóśebuz
  - Okrožje Spree-Neisse (23 od 29 občin): Burg / Borkowy, Briesen / Brjazyna, Dissen-Striesow / Dešno-Strjažow, Drachhausen / Hochoza, Drebkau / Drjowk, Drehnow / Drjenow, Felixsee / Feliksowy Jazor (okraj Bloischojce / Błobošce) Forst / Baršć, Guhrow / Gory, Heinersbrück / Most, Jaenschwalde / Janšojce, Kolkwitz / Gołkojce, Neuhausen / Kopańce (okraji Haasow / Hažow in Združeno Döbbern / Wjelike Dobrynje) Peitz / Picnjo, Schenkendöbern / Derbno (okraji Grano / Granow, Kerkwitz / Keŕkojce, United Gastrose / Wjeliki Gósćeraz, Taubendorf / Dubojce) Schmogrow-Fehrow / Smogorjow-Prjawoz, Spremberg / Grodk, Tauer / Turjej, Teichland / Gatojce, turnow-preilack / Turnow-Pśiłuk, Welzow / Wjelcej, Oglaševanje / Wjerbno in Wiesengrund / Łukojce
  - Okrožje Dahme-Spreewald (7 od 37 občin): Byhleguhre-Byhlen / Běła Góra-Bělin, Lübben / Lubin, Märkische Heide / Markojska Góla (okrožja Dollgen / Dołgi, Groß Leuthen / Lutol, Klein Leine / Małe Linje, Prets), Neu Zauche / Nowa Niwa, Schlepzig / Slopišća, Spreewaldheide / Błośańska Góla in Straupitz / Tšupc
  - Okrožje Oberspreewald-Lausitz (6 od 25 občin): Calau / Kalawa, Lübbenau / Lubnjow, Neupetershain / Nowe Wiki, Nova Zelandija / Nowa Jazorina, Senftenberg / Zły Komorow, Vetschau / Wětošow [4]
  - Naslednje občine oz kraji po informacijah deželnega parlamenta in deželne vlade so od leta 2016 del uradnega območja poselitve v deželi Brandenburg od leta 2016, vendar so se proti vključitvi pritožile: Alt Zauche-Wußwerk / Stara Niwa-Wózwjerch, Döbern / Derbno, Felixsee / Feliksowy Jazor (preostala okrožja), Großräschen / tekel, Märkische Heide / Markojska gola (preostala okrožja), Neiße-Malxetal / dolina NYSE Małkse (okraji Groß Kölzig / Wjeliki Kólsk in Klein Kölzig / Mały Kólsk), Neuhausen / Kopańce (preostala okolja), Schenklauendöbern / Bärwa, Grabko / Grabkow, Pinnow / Pynow in Schenkendöbern / Derbno), Schwielochsee / Gójacki Jazor, Tschernitz / Cersk

## Zgodovinsko poselitveno območje
Glede na to, katera zgodovinska zahodnoslovanska ljudstva se štejejo v lužiško skupino in katero stoletje se preučuje, se zgodovinsko območje poselitve opisuje različno. Znano je, da je Martin Luther v začetku 16 stoletja omalovažujoče govoril o slovanskem življu po vaseh okoli Wittenberga. Druga referenčna točka so prepovedi jezika v posameznih mestih, npr. 1327 v Leipzigu, 1377 v Altenburgu, Zwickauu in Chemnitzu, kar priča o obstoju lužiščine v teh krajih. Na severovzhodu je območje nemoteno mejilo na območje poselitve Poljakov (pri krajih Crossen in Sorau). V nekaterih vaseh na desnem bregu Bobra in Odre so vse do 17. stoletja govorili lužiško.  V vsakem primeru so krajevna imena, kot so Dresden, Leipzig, Meißen, Chemnitz ali Torgau, vsa lužiškega izvora. 
Prva sistematična raziskovalca lužiške naselitve sta v 19. stoletju bila Jan Arnošt Smoler (1843) in podrobneje Arnošt Muka (1884/85). Medtem ko se je Smolerja zanimala predvsem folklora, je Muka romal po vaseh Zgornje in Spodnje Lužice, da bi izvedel, kako je z jezikom v posameznih krajih. Poleg podrobne statistike so na voljo tudi obsežni zapisi pogovorov s prebivalci obiskanih krajev. Muka je prišel na številko okoli 166.000 Lužiških Srbov; hkrati pa je tudi opisal hitro ponemčevanje, zlasti v Spodnji Lužici.

## Naselitveno jedro
Kot "naselitveno jedro" se danes običajno razume območje, kjer je jezik trdno zasidran in ga ljudje vsakodnevno uporabljajo.
V Zgornji Lužici je to pretežno katoliški trikotnik med mesti Bautzen/Budyšin, Kamenz/Kamjenc in Hoyerswerda/Wojerecy, v ožjem smislu pa pet skupnosti ob rečici Klosterwasser/Klóšterska woda in občina Radibor/Radwor. Na teh območjih več kot polovica prebivalcev govori zgornjelužiščino. Tudi deli skupnosti Göda/Hodžij, Neschwitz/Njeswačidło, Puschwitz/Bóšicy in mesto Wittichenau/Kulow spadajo v zgornjelužiško jedro; v teh skupnostih živi tretjina Lužiških Srbov.
V Spodnji Lužici bi lahko izraz jedro najbolje veljalo za kraje severno od Cottbusa/ Chóśebuza (npr. B. Drachhausen/Hochoza, Dissen-Striesow/Dešno-Strjažow, Jänschwalde/Janšojce). Spodnjelužiščina pa je veliko manj prisotna v vsakdanjem življenju, v krajih z največjim deležem se le 15 do 30 odstotkov prebivalcev čuti kot Lužijski Srb.